# کوین برنهام
کوین برنهام (انگلیسی: Kevin Burnham؛ زادهٔ ۲۱ دسامبر ۱۹۵۶) قایقران قایق بادبانی اهل ایالات متحده آمریکا بود.
وی در مسابقات کشوری و بین‌المللی در مجموع برندهٔ ۱ مدال طلا، ۱ مدال نقره شده‌است.